# Biljevina
Biljevina je naselje u Hrvatskoj u sastavu Grada Delnica. Nalazi se u Primorsko-goranskoj županiji.

## Zemljopis
Nalazi se uz rub nacionalnog parka Risnjaka. Sjeverozapadno su Plajzi, Gornji Okrug i Donji Okrug, sjeverno je Razloški Okrug.

## Stanovništvo
| broj stanovnika | 29    | 21    | 18    | 13    | 11    | 5     | 3     | 2     | 5     | 11    | 11    | 4     | 6     | 5     | 5     | 4     | 3     |
|                 | 1857. | 1869. | 1880. | 1890. | 1900. | 1910. | 1921. | 1931. | 1948. | 1953. | 1961. | 1971. | 1981. | 1991. | 2001. | 2011. | 2021. |